# Aschendorff Verlag
Aschendorff Verlag est un éditeur allemand fondé en 1720 dont le siège est à Münster (Allemagne) et appartient au groupe de sociétés Aschendorff.

## Maison d'édition
La maison d'édition est située dans l'ancien siège social de l'entreprise, Soester Strasse, établi près de la gare principale de Münster.
Chaque année, Aschendorff Verlag publie quelque 120 publications dans différents domaines, notamment :  
- Théologie et philosophie
- Histoire et histoire culturelle, politique
- Revues commerciales
- Histoire régionale westphalienne et littérature régionale
- Guides paysagistes, livres illustrés
- Livres sur Münster
- Fiction
- Livres pour enfants et jeunes lecteurs
- Psychologie et pédagogie
- Livres scolaires et d'étude
- Livre de prières et de cantiques

## Littérature
- Bernd Haunfelder, 250 Jahre Druckhaus Aschendorff 1762-2012, Münster : Aschendorff, 2012,  (ISBN 978-3-402-13004-9)